# Charmes-sur-l'Herbasse
 Charmes-sur-l'Herbasse  es una población y comuna francesa, en la región de Ródano-Alpes, departamento de Drôme, en el distrito de Valence y cantón de Saint-Donat-sur-l'Herbasse.

## Demografía
| 497 | 455 | 449 | 530 | 631 | 713 |
| Para los censos de 1962 a 1999 la población legal corresponde a la población sin duplicidades (Fuente: INSEE [Consultar]) |     |     |     |     |     |

## Personajes Ilustres
- Ferdinand Cheval-(1836-1924) Cartero francés que pasó 33 años de su vida construyendo un castillo con piedras encontradas en su ruta llamado Palacio Ideal.